# Pfarrhaus (Eresing)

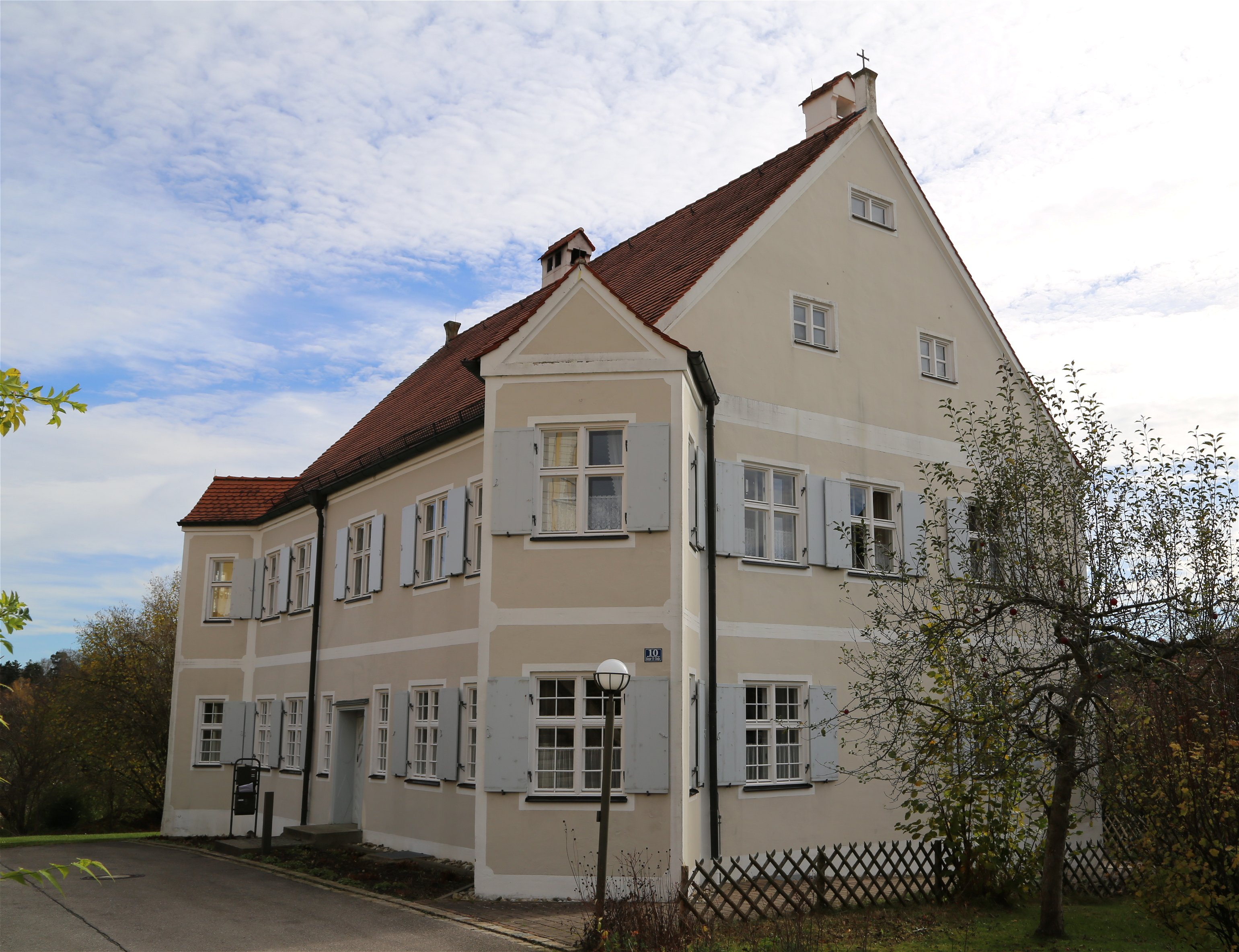
Pfarrhaus in Eresing

Das Pfarrhaus in Eresing, einer Gemeinde im oberbayerischen Landkreis Landsberg am Lech, wurde 1698 errichtet. Das Pfarrhaus an der Kaspar-Ett-Straße 10, neben der katholischen Pfarrkirche St. Ulrich, ist ein geschütztes Baudenkmal.

## Beschreibung
Der zweigeschossige Putzbau mit Eckbodenerkern und Satteldach wurde nach Plänen des Wessobrunner Baumeisters Johann Schmuzer errichtet. Das Gebäude wird durch symmetrisch gesetzte Fensterachsen und durch auf den Putz aufgemalte horizontale und vertikale Bänderstreifen gegliedert. Im östlichen Giebel ist eine stichbogige Ladeluke angebracht. Der schmucklose Eingang befindet sich mittig an der Traufseite, er führt in einen breiten Flur, an den sich das Treppenhaus anschließt. 
Ein dazugehöriges Waschhaus, ein eingeschossiger Satteldachbau, wurde Anfang des 19. Jahrhunderts erbaut.